# Гулиев, Анар Адиль оглы
Анар Адиль оглы Гулиев (азерб. Anar Adil oğlu Quliyev; род. 1977, Баку) — азербайджанский государственный деятель. Председатель Государственного комитета по градостроительству и архитектуре Азербайджана (с 2020). Президент Федерации стрельбы из лука Азербайджана (с 2024).

## Биография
Родился 8 октября 1977 года в Баку. В 1999 году окончил факультет экономики Национальной академии авиации Азербайджана.
С 1999 года являлся специалистом Государственного комитета имущества Азербайджана. С 2000 по 2001 год являлся специалистом, ведущим специалистом Министерства государственного имущества Азербайджана.
С 2001 по 2005 — главный специалист Министерства экономического развития Азербайджана.
С 2005 по 2009 — директор по инвестициям Фонда поощрения экспорта и инвестиций Азербайджана.
С 2009 по 2016 — заместитель начальника управления «Ичеришехер».
С 2016 по 2018 — руководитель аппарата Агентства жилищного строительства Азербайджана.
С 2018 по 8 января 2020 — руководитель аппарата, первый заместитель председателя Комитета градостроительства и архитектуры Азербайджана.
Председатель Государственного комитета по градостроительству и архитектуре Азербайджана (с 8 января 2020). 
Президент Федерации стрельбы из лука Азербайджана (с 22 мая 2024).

## Награды
- Медаль «За отличие на государственной службе» (16 мая 2014, за плодотворную деятельность в сохранении и пропаганде культурного наследия азербайджанского народа Как работнику «Ичеришехер»)[4]